# 1328
1328 (MCCCXXVIII) je bilo prestopno leto, ki se je po julijanskem koledarju začelo na petek.

## Dogodki

### Slovenija
- Prva omemba vasi Smokuča, občina Žirovnica.

### Nemčija, Italija
- 7. januar - Nemški kralj Ludvik IV. Wittelsbaški vstopi z vojsko v Rim. ↓
- 17. januar → Ludvik IV. se krona za rimsko-nemškega cesarja, krono pa mu na glavo položi ostareli senator Sciarra Colonna, ki je poglavar hiše Colonna in taisti Colonnja, ki je leta 1303 s Francozi ugrabil papeža Bonifacija VIII. in mu primazal krepko zaušnico. ↓
- 21. januar → Papež Janez XXII. pozove na križarsko vojno proti novemu rimsko-nemškemu cesarju Ludviku IV. ↓
- 18. april → Rimsko-nemški cesar Ludvik IV. odstavi avignonskega papeža Janeza XXII. in ↓
- 12. maja za novega (proti)papeža izbere Nikolaja V.[1], ki je zadnji protipapež nastavljen s strani rimsko-nemškega cesarja. 1329 ↔
- 26. maj - Zagovornik ločitve Cerkve od države Vilijem Ockham skrivoma zapusti Avignon in se zateče na bavarski dvor v München.
  - Medtem ko se Ludvik IV. nahaja v Italiji, na njegovem bavarskem dvoru v Münchnu uživajo polno zaščito še franšičkanski mojster Mihael iz Cesne, Bonagracij iz Bergama, Janez Janduski in Marsilij iz Padove, ki jim prav tako grozi inkvizicija.
- 6. junij - Papež Janez XXII. izobči gibelinskega političnega teoretika Vilijema Ockhama, ker je brez dovoljenja zapustil Avignon. Ne napade njegovih filozofskih stališč (nominalizem), pač pa politična v okviru takrat uveljavljenega spora o uboštvu Jezusa Kristusa in apostolov.[2]
- 27. junij - Vojna za rügensko nasledstvo: potem, ko vojska Rügenske kneževine pod vodstvom Vartislava II.[3] končno zaustavi Mecklenburžane pod vodstvom barona Henrika II., se Henrik II. v zameno za visoko denarno odškodnino umakne iz okupiranega celinskega dela omenjene kneževine in se hkrati odpove nazivu rügenskega kneza.
- 18. julij - Umrlega grofa Marke[4] Engelberta II. nasledi sin Adolf II.
- avgust - Cesar Ludvik IV. in protipapež Nikolaj V. zapustita Rim in se umakneta na sever v varnejšo gibelinsko Piso. Na jugu Italije se namreč začno zbirati združene sile aragonsko-sicilske in neapeljske krone. Gvelfi obnovijo oblast v Rimu.
- 16. avgust - Gibelini zavladajo v Mantovi. Oblast v mestu prevzame Ludovico I. Gonzaga, ustanovitelj hiše Gonzaga, ki vlada Mantovi do leta 1708.
- 3. september - Lucca: po smrti gibelinskega vojvode Lucce Castrucciija Castracanija v mestu ponovno triumfirajo gvelfi.
- 9. november - Po smrti napolitanskega princa Karla Kalabirjskega nasledi vojvodino Kalabrijo njegova hči Ivana.
- 9. september - Umrlega nadškofa Mainza in kanclerja nemškega rajha Matijo iz Buchegga nasledi Baldvin Luksemburški.
- 31. december - Umrlega beneškega doža Giovannija Soranza nasledi Francesco Dandolo, 52. beneški dož po seznamu.
- Ustanovitev münchenske pivovarne Augustiner-Bräu.

### Francija, Navarra, Avignon
- 1. februar - S smrtjo francoskega kralja Karla IV. izumre hiša Kapetingov. Najbližji dedič bi bil njegov vnuk, mladoletni angleški kralj Edvard III., kar pa je za Francoze nedopustno. Glede na ponovno uvedeno prakso salijskega prava, pri katerem se upošteva patrilinearno nasledstvo, francoski prestol nasledi nečak Filip VI., prvi kralj hiše Valoiških.
- 5. marec - Puente La Reina – Gares, Navara: smrt Karla IV. tudi omogoči legitimni navarski kraljici Ivani II., da nasledi omenjeno pirenejsko žepno kraljevino. Tega dne se poročita navarska kraljico Ivana II. in njen izbranec grof Évreuxa Filip III., ki s poroko postane novi[5] navarski kralj. Ivana II. ima še pravico do obsežnih posesti v severni Franciji (Šampanja, Normandija).
- 5. maj - Estella, Navara: pogrom nad Judi. Kasnejši španski rabi Menahem ben Aaron izgubi v pogromu celotno družino: poleg matere in očeta še štiri mlajše brate.
- 29. maj - Reims: kronanje Filipa VI. za francoskega kralja. Kronska ozemlja postanejo še njegove dedne grofije Valois, Anjou in Maine.
- 23. avgust - Bitka pri Casselu: smrt Karla IV. pomeni konec trhlega premirja med Flandrijci in francosko krono. Francoski kralj Filip VI. s široko koalicijo Holandcev, Genovčanov, Burgundcev, Frizijcev in Čehov[6] uničujoče porazi flamske kmečke upornike s koalicijo mest pod vodstvom svobodnjaka Nicolaasa Zannekina, ki je v bitki ubit. Zmagovalca kralj Filip VI. in njegov marionetni flandrijski grof Ludvik I. poskrbita za stroge reperkusije nad poraženci.[7]
  - V bitki pri Casselu pade 17 vitezov. Ena od žrtev bitke je vojvoda Zgornje Lorene Friderik IV.. Nasledi ga sin Rudolf.

### Anglija, Škotska
- 24. januar  - Poroka med angleškim kraljem Edvardom III. in Filipo Hainauško[8].
- 17. marec - Sklenitev mirovnega sporazuma Edinburgh–Northampton: škotski in angleški diplomati zaključijo pogajanja. Anglija prizna Škotski polno neodvisnost, Robertu Brucu in njegovim naslednikom neodvisnost od angleške krone. Sporazum prav tako začrta mejo med Anglijo in Škotsko, kar pomeni konec prve vojne za škotsko neodvisnost (1296-1328).
  - Anglija: sklenitev sporazuma s Škoti slabo odmeva v angleški javnosti, saj ga imajo za ponižujočega. Kraljici-materi Izabeli Francoski in njenemu ljubimcu Rogerju Mortimerju, ki sta se s prevzemom oblasti skupaj s kraljico Izabelo močno finančno okoristi na račun poražencev, močno padeta na lestvici priljubljenosti.
- 1. maj - Northampton: angleški parlament ratificira sporazum med Anglijo in Škotsko. En od členov sporazuma še določa zavezništvo med obema kronama v vseh primerih razen, kadar je Anglija vpletena v vojno s Francijo.
- september - Regent Mortimer se to leto polasti Valižanske marke[9].
- oktober - S sporazumom Edinburgh–Northampton se strinja tudi papež Janez XXII., ki prekliče izobčenje škotskega kralja Roberta Bruca in interdikt nad Škotsko.
- konec leta - Anglija je ponovno na robu državljanske vojne: regentski rival Henrik Lancasterski mobilizira svojo vojsko proti Izabeli in Mortimerju. 1329 ↔

### Ostalo
- 24. maj - Vrhunec in razplet državljanske vojne med cesarjema: Andronik III. Paleolog osvoji Konstantinopel in prisili v abdikacijo cesarja Andronika II..[10] Osamosvojeni cesar Andronik III. za regenta pooblasti zaupnika Ivana Kantakuzena, sam pa prevzame vojaške operacije. ↓
- junij → Ker v skladu s Černomenskim sporazumom sklenjenim leto dni prej bolgarski car Mihael Asen III. od bizantinskega cesarja Andronika III. ne dobi obljubljenih ozemelj, sam vpade v Trakijo in pleni toliko časa, dokler ga Bizantinci ne prisilijo k umiku. Nato ju ponovno združijo manevri srbske vojske, ki se je hotela okoristiti iz konflikta.
- 24. junij - Poroka med kastiljskim kraljem Alfonzom XI. in portugalsko princeso Marijo Portugalsko. Namesto da bi se posvetil novi kraljici, Alfonz XI. raje obdrži svojo ljubico Eleanor de Guzmán, zato se kraljica potem ne udeležuje dvornih ceremonij.
- 15. avgust - Ksanadu[11]: umrlega  mongolskega vrhovnega kana[12]Jesun Temurja nasledi mladoletni sin Arigaba[13], 11. veliki kan po vrsti. Regentstvo prevzame muslimanski uradnik Davlat Šah. Začetek kratke, a burne državljanske vojne. ↓
- → Kitajska: nastavitvi mladoletnega Arigabe in regentstvu muslimana se upre posadka iz prestolnice Kanbalik, ki ima za vrhovnega kana/cesarja svojega kandidata in sicer Tug Temurja, sina vrhovnega kana Hajisana[14]. Cesarska vojska si privošči nekaj neposrečenih vojaških manevrov in pusti nezaščiteno poletno rezidenco Ksanadu, kar izkoristijo uporniki. ↓

- 14. november → Novi vrhovni kan  Tug Temur[15] odstrani s prestola mladoletnega kagana Arigabo. Omenjeni izgine iz analov, zato je najverjetneje usmrčen. Kljub temu lojalisti odstranjenega kagana nadaljujejo z državljansko vojno še naslednja štiri leta. Nemajhno zaslugo za ponoven vzpon Tug Temurja na prestol ima njegova desna roka, general El Temur, ki odstrani večino Tug Temurjevih političnih nasprotnikov. 1332 ↔
- Čagatajski kanat: državljansko vojno kitajskih Mongolov izkoristi čagatajski kan Eldžigidej, ki vpade v Mongolijo in ogrozi novega vrhovnega kana Tug Temurja. 1329 ↔
- Kan Zlate horde Uzbeg prizna moskovskemu knezu Ivanu Kaliti naziv vladimirskega velikega kneza. S tem postane Moskovska kneževina nesporno vodilna med ruskimi kneževinami. 1329 ↔
- Indonezija: po atentatu maharadže Džajanegare, ki ga je med manjšim operacijskim posegom umoril njegov dvorni zdravnik, indonezijski hindujski Madžapahitski imperij nasledi hči Tribhuvana Vidžajatunggadevi. 1331 ↔

## Rojstva
- 3. februar - Eleanora Portugalska, aragonska kraljica († 1348)
- 7. maj - Ludvik II., nemški volilni knez, brandenburški mejni grof, bavarski vojvoda (VI.) († 1365)
- 25. junij - William de Montacute, angleški vojskovodja, 2. grof Salisbury, kralj otoka Man († 1397)
- 29. september - Ivana Kentska, valižanska princesa, soproga Črnega princa († 1385)
- 9. oktober - Peter I. Lusignanski, ciprski kralj († 1369)
- 21. oktober - cesar Hongwu, kitajski cesar dinastije Ming († 1398)
- 11. november - Roger Mortimer, angleški vojskovodja, 2. grof March, 4. baron Mortimer († 1360)
- 25. november - protipapež Benedikt XIII. († 1423)
- Archibald Douglas, škotski plemič, 3. grof Douglas († 1400)
- Aron ben Elija, bizantinski judovski teolog, karait († 1369)
- cesar Go-Murakami, 97. japonski cesar († 1368)

## Smrti
- 1. februar - Karel IV., francoski kralj (* 1294)
- 19. marec - Ana Habsburška, mejna grofinja Brandenburg-Salzwedela, vojvodinja Wrocława (* 1280)
- 18. julij - Engelbert II., grof Marke
- 24. julij - Izabela Kastiljska, aragonska kraljica (* 1283)
- 6. avgust - Galeazzo I. Visconti, vladar Milana (* 1277)
- 15. avgust - Jesun-Timur, mongolski kan, cesar dinastije Yuan (* 1293)
- 23. avgust:
  - Friderik IV., vojvoda Zgornje Lorene (* 1282)
  - Nicolaas Zannekin, flamski voditelj kmečkega upora
- september - Janez Jandunski, francoski teolog in filozof (* 1280)
- 3. september - Castruccio Castracani, italijanski vojskovodja, vojvoda Lucce (* 1281)
- 9. september - Matthias von Buchegg, mainški nadškof, nemški kancler
- 12. oktober - Klementina Ogrska, francoska kraljica (* 1293)
- 9. november - Karel Kalabrijski, vojvoda Kalabrije (* 1298)
- 14. november - Arigaba/cesar Tijanšun, mongolski vrhovni kan, kitajski cesar dinastije Yuan (* 1320)
- 16. november - Hisaaki, 8. japonski šogun (* 1276)
- 31. december - Giovanni Soranzo, 51. beneški dož (* 1240)
- Džajanegara, javanski maharadža Madčapahitskega imperija
- Mojster Eckhart[16], nemški teolog, filozof in mistik (* 1260)
- Ibn Tajmija, islamski učenjak (* 1263)
- Immanuel Romano, italijanski judovski učenjak in pesnik (* 1261)
- Janez iz Montecorvina, italijanski frančiškanski misijonar, diplomat, popotnik, pekinški nadškof (* 1247)
- Ubertino iz Casala, italijanski frančiškanski menih, teolog (* 1259)